# Schlacht von Anghiari
Die Schlacht von Anghiari wurde am 29. Juni 1440 zwischen Streitkräften des Herzogtums Mailand und einer von Florenz angeführten Koalition ausgetragen, die sich im Krieg mit den in Mailand herrschenden Visconti befand.

## Schlachtverlauf
Mit den 4.000 Florentinern kämpften 4.000 Soldaten des Kirchenstaats und etwa 300 Ritter der Republik Venedig.
Die zahlenmäßig überlegenen Mailänder starteten am Nachmittag des 29. Juni einen Überraschungsangriff entlang der Achse Sansepolcro-Anghiari. Den dabei aufgewirbelten Staub erkannten die Florentiner und bereiteten sich umgehend auf die Verteidigung vor, die zunächst an einer Brücke über einen naheliegenden, schützenden Kanal begann. Durch einen Gegenangriff in die Flanke der Mailänder wurden diese gegen Mitternacht zum Rückzug gezwungen.

## Gemälde

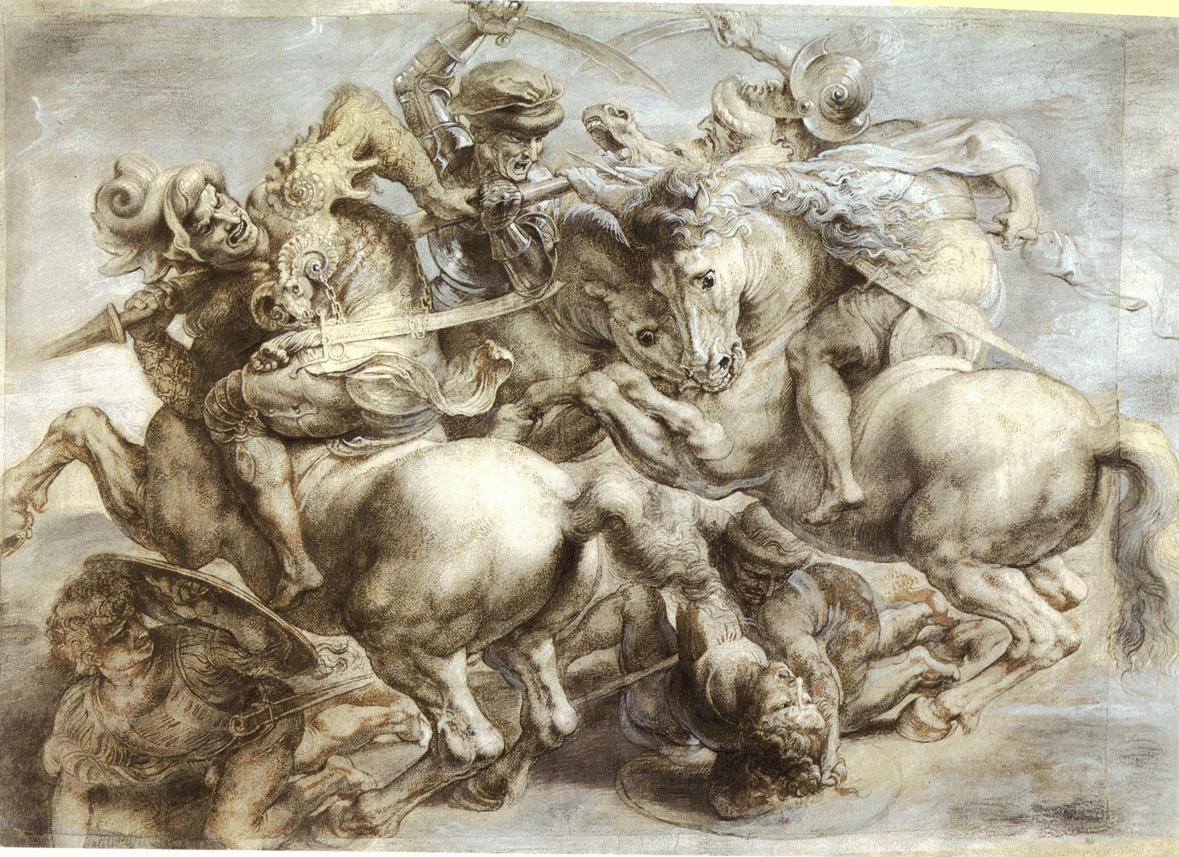
Kopie von Peter Paul Rubens

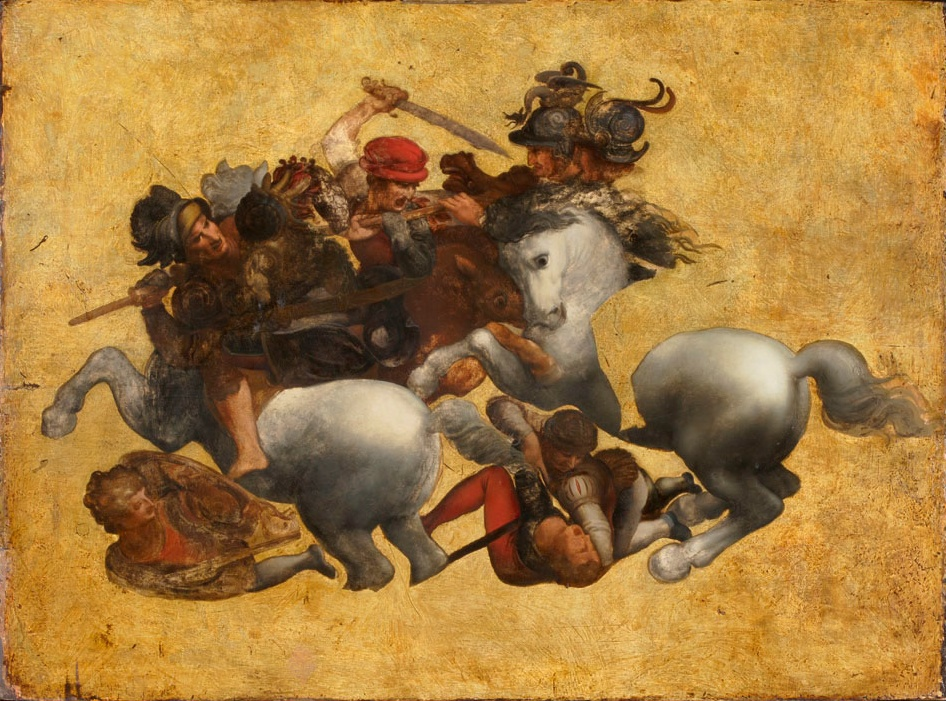
Tavola Doria, Vorbild für Schlacht von Anghiari

Die Regierung von Florenz gab im Jahr 1503 Leonardo da Vinci den Auftrag, im Palazzo Vecchio ein Wandgemälde der siegreichen Schlacht zu malen. Als Leonardo im Mai 1506 nach Mailand ging, ließ er sein Werk unvollendet zurück. Als Giorgio Vasari 1563 mit einer neuen Wanddekoration begann, ging Leonardos Werk verloren. Vor allem wegen dieses geheimnisumwitterten phantastischen Schlachtengemäldes wurde die Schlacht später bekannt.
Nach Untersuchungen des Palazzo Vecchio durch Maurizio Seracini in den Jahren 1977 und 2005–2006, der dabei modernste Messtechniken anwandte, ist es möglich, dass Reste des Gemäldes von Leonardo hinter der Ostwand des großen Ratssaales des Palazzos erhalten sind. Dafür wurden Löcher in ein Fresko von Giorgio Vasari gebohrt, um das dahinterliegende Gemälde zu entdecken. Die Arbeiten wurden nach einigen ergebnislosen Bohrungen 2012 eingestellt.